# Dreaming Out Loud
Dreaming Out Loud ist das Debütalbum der US-amerikanischen Alternative-Rock-Band OneRepublic, das im November 2007 erschien.

## Entstehung und Veröffentlichung
Die Erstveröffentlichung von Dreaming Out Loud erfolgte am 20. November 2007 bei Interscope Records und Mosley Music Group. Das Album erschien in seiner Originalausführung als CD und Download mit 14 Titeln (Katalognummer: 06025 1754742).
Geschrieben wurden alle Lieder von OneRepublic-Frontmann Ryan Tedder, der einen Teil der Lieder alleine geschrieben hat sowie einen Teil zusammen mit den Bandkollegen Andrew Brown, Zachary Filkins und Eddie Fisher oder auch dem Koautoren Tim Myers. Für den Großteil der Produktion zeichnete Greg Wells verantwortlich, der an elf Produktionen alleine beteiligt war. Die Produktion zu Apologize (Remix) tätigte er gemeinsam mit Tedder; dieser wiederum war alleine für die Produktion zu Come Home und Won’t Stop verantwortlich.

## Artwork
Das Frontcover des Albums zeigt einen weißen Baum auf dunkelblauen-schwarzen Grund.

## Titelliste
1. Say (All I Need) – 3:50
2. Mercy – 4:00
3. Stop and Stare – 3:43
4. Apologize – 3:28
5. Goodbye, Apathy – 3:32
6. All Fall Down – 4:04
7. Tyrant – 5:02
8. Prodigal – 3:55
9. Won’t Stop – 5:03
10. All We Are – 4:28
11. Someone to Save You – 4:15
12. Come Home – 4:27
13. Dreaming Out Loud (Bonus-Track) – 4:40
14. Apologize (Timbaland-Remix) – 3:04

## Singleauskopplungen
| Jahr | Titel                         | Höchstplatzierung, Gesamtwochen, AuszeichnungChartplatzierungen (Jahr, Titel, , Platzierungen, Wochen, Auszeichnungen, Anmerkungen) | Höchstplatzierung, Gesamtwochen, AuszeichnungChartplatzierungen (Jahr, Titel, , Platzierungen, Wochen, Auszeichnungen, Anmerkungen) | Höchstplatzierung, Gesamtwochen, AuszeichnungChartplatzierungen (Jahr, Titel, , Platzierungen, Wochen, Auszeichnungen, Anmerkungen) | Höchstplatzierung, Gesamtwochen, AuszeichnungChartplatzierungen (Jahr, Titel, , Platzierungen, Wochen, Auszeichnungen, Anmerkungen) | Höchstplatzierung, Gesamtwochen, AuszeichnungChartplatzierungen (Jahr, Titel, , Platzierungen, Wochen, Auszeichnungen, Anmerkungen) | Anmerkungen |
| Jahr | Titel                         | DE | AT | CH | UK | US | Anmerkungen |
| ---- | ----------------------------- | --- | --- | --- | --- | --- | --- |
| 2006 | Apologize / Apologize (Remix) | DE1 (58 Wo.)DE | AT1 (35 Wo.)AT | CH1 (89 Wo.)CH | UK3 (47 Wo.)UK | US2 (47 Wo.)US | Erstveröffentlichung: 30. April 2006 (Soloversion) Erstveröffentlichung: 17. September 2007 (Remix mit Timbaland) |
| 2007 | Stop and Stare                | DE6 (18 Wo.)DE | AT5 (27 Wo.)AT | CH8 (31 Wo.)CH | UK4 (25 Wo.)UK | US12 (31 Wo.)US | Erstveröffentlichung: 20. November 2007                                                                           |
| 2008 | Say (All I Need)              | DE41 (6 Wo.)DE | — | — | UK51 (4 Wo.)UK | — | Erstveröffentlichung: 23. Mai 2008                                                                                |
| 2009 | Come Home                     | — | — | — | — | US80 (1 Wo.)US | Erstveröffentlichung: 14. Juli 2009 feat. Sara Bareilles                                                          |

## Rezensionen
Die Seite laut.de vergab 3/5 Punkten. Die Band würde zwar nicht wirklich in Fahrt kommen, aber Ryan Tedder würde mit seiner Stimme zu jedem Zeitpunkt überzeugen. Die Seite home-entertainment.magnus.de vergab 4/5 Punkten, bemängelte aber die Beats von Timbaland, die völlig fehl am Platz seien. Pooltrax.com meint, dass OneRepublic nicht einfach nach dem Konzept eines Hits arbeiten, sondern ein Album mit System geschaffen haben.

## Kommerzieller Erfolg

### Chartplatzierungen
| ChartsChartplatzierungen       | Höchstplatzierung | Wochen |
| ------------------------------ | ----------------- | ------ |
| Deutschland (GfK)              | 7 (42 Wo.)        | 42     |
| Österreich (Ö3)                | 14 (35 Wo.)       | 35     |
| Schweiz (IFPI)                 | 8 (41 Wo.)        | 41     |
| Vereinigte Staaten (Billboard) | 14 (51 Wo.)       | 51     |
| Vereinigtes Königreich (OCC)   | 2 (27 Wo.)        | 27     |

| ChartsJahrescharts (2008)      | Platzierung |
| ------------------------------ | ----------- |
| Deutschland (GfK)              | 29          |
| Österreich (Ö3)                | 50          |
| Schweiz (IFPI)                 | 36          |
| Vereinigte Staaten (Billboard) | 44          |
| Vereinigtes Königreich (OCC)   | 48          |

### Auszeichnungen für Musikverkäufe
| Land/Region                  | Auszeichnungen für Musikverkäufe (Land/Region, Auszeichnung, Verkäufe) | Verkäufe  |
| ---------------------------- | ---------------------------------------------------------------------- | --------- |
| Australien (ARIA)            | Gold                                                                   | 35.000    |
| Dänemark (IFPI)              | Gold                                                                   | 15.000    |
| Deutschland (BVMI)           | Platin                                                                 | 200.000   |
| Irland (IRMA)                | Platin                                                                 | 15.000    |
| Kanada (MC)                  | Gold                                                                   | 40.000    |
| Neuseeland (RMNZ)            | 2× Platin                                                              | 30.000    |
| Österreich (IFPI)            | Platin                                                                 | 20.000    |
| Russland (NFPF)              | Gold                                                                   | 10.000    |
| Schweiz (IFPI)               | Gold                                                                   | 15.000    |
| Singapur (RIAS)              | Gold                                                                   | 5.000     |
| Vereinigte Staaten (RIAA)    | Gold                                                                   | 1.100.000 |
| Vereinigtes Königreich (BPI) | Platin                                                                 | 300.000   |
| Insgesamt                    | 7× Gold · 6× Platin ·                                                  | 1.785.000 |

Hauptartikel: OneRepublic/Auszeichnungen für Musikverkäufe